# Langues en Érythrée
Les langues en Érythrée représentent un groupe de trois langues de travail du gouvernement, le tigrigna, l'arabe et l'anglais, un groupe de langues véhiculaires, le tigrigna et l'arabe, et un groupe de langues nationales vernaculaires, le tigrigna, le tigré, l'arabe, l'afar, le saho, le bilen, le bedja, le kunama et le nara. D'autres langues non répertoriées dans l'un des trois groupes sont également parlées dans le pays, avec un nombre de locuteurs cependant peu élevé, comme le dahlik.

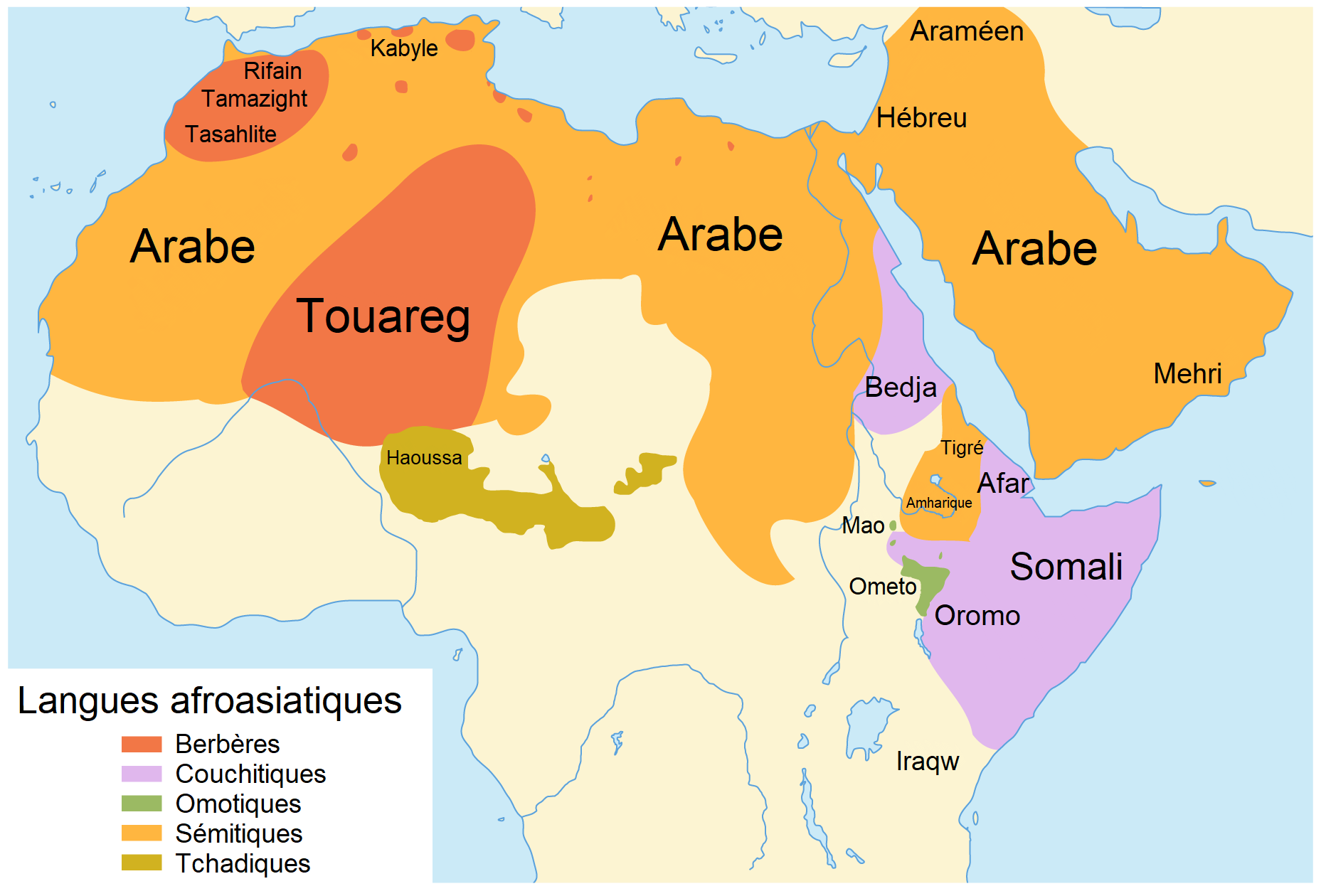
Les principales langues afroasiatiques, on remarque deux familles distinctes en Érythrée : les langues sémitiques en orange et les langues couchitiques en violet.

Les langues sémitiques, origine géographique et nombre de locuteurs

Ces langues sont reprises dans différentes familles linguistiques, principalement les langues sémitiques et couchitiques.

## Contexte
L'Érythrée a connu une guerre pour l'indépendance longue d'une trentaine d'années ; une fois l'indépendance acquise en 1993, le pays a officialisé trois langues, l'anglais, l'arabe et le tigrigna. Ces langues sont également les langues de travail du pays.
En dehors de ces trois langues officielles, le pays compte neuf langues vernaculaires, qui correspondent à neuf ethnies réparties de façon géographique précise sur le territoire, comme les locuteurs du bilen au centre du pays ou l'arabe le long de la côte nord descendant jusqu'à Massaoua. Ces neufs langues, en plus du bilen et de l'arabe, ce sont l'afar (dans le sud-est), le bedja (dans la Réserve Sauvage de Yob), le kunama (dans le sud-ouest), le nara (entre Barentu et Akurdet), le saho (dans la région d'Adi Keyh), le tigré (dans les parties désertique et rurale de l'ouest) et le tigrigna (dans la partie centrale et dans la région d'Asmara).
Le paysage linguistique du pays a fortement changé au cours du XXe siècle avec la colonisation, l'urbanisation et les guerres. Pour citer un exemple, la guerre d'indépendance a eu pour conséquence le déplacement de la population et l'alphabétisation, offrant sur le front un apprentissage mutuel de différentes langues provenant de différentes régions du pays aux soldats.
À la suite de l'histoire récente du pays, il n'existe plus de région monolingue mais plutôt bilingue voire à certains endroits multilingue, à l'exception des régions rurales où le monolinguisme prévaut.

## Langues officielles
L'Érythrée n'a pas à proprement parler de langues officielles. Elle a trois langues de travail utilisées par le gouvernement, principalement utilisées pour l'écrit et standardisées à tout le pays, c'est-à-dire sans dialecte. Ces langues sont l'anglais, l'arabe et le tigrigna. L'anglais n'est réduit qu'à un simple usage international alors que les deux dernières sont également des langues nationales, de travail et véhiculaires ; elles sont aussi utilisées pour un usage administratif et pour le lien entre les citoyens et l'État. L'arabe, comme pour l'anglais, permet un usage à l'international, mais uniquement dans le monde arabe.
L'arabe et le tigrigna bénéficient d'un prestige lié à la religion ; l'arabe est la langue du Coran et est donc sacré pour les musulmans et le tigrigna est la langue utilisée par les chrétiens pour les offices, en remplacement du guèze. Elles bénéficient en plus d'un atout historique, utilisées par les indépendantistes pendant la guerre de trente ans, alors que l'Éthiopie les a banni pour n'admettre que l'amharique comme langue.

## Langues véhiculaires
Les langues véhiculaires de l'Érythrée sont le tigrigna et l'arabe, ce sont les deux langues utilisées par des locuteurs à l'oral parlant des langues différentes[réf. souhaitée]. Le tigrigna est de loin la plus véhiculée devant l'arabe ; la langue fut apprise au front par les soldats érythréens pendant la guerre d'indépendance pour éviter d'apprendre et de comprendre plusieurs langues ethniques. Dans les régions non tigrignaphones, la langue s'est quand même imposée grâce aux fonctionnaires résidant dans ces régions.
L'arabe, quant à elle, est la langue utilisée par les érythréens musulmans parlant principalement une langue sémitique et se situant le long de la côte, gardant un contact accru avec la côte arabisée de l'Arabie saoudite et principalement du Yémen.

## Langues vernaculaires
Il y a neuf langues vernaculaires, qui sont aussi des langues nationales, chacune correspondant à une ethnie présente sur le territoire. Ces neuf langues, le tigrigna, le tigré, l'arabe, l'afar, le saho, le bilen, le bedja, le kunama et le nara, appartiennent à deux grandes familles linguistiques, les langues chamito-sémitiques et nilo-sahariennes. La première grande famille est représentée en Érythrée par les langues éthio-sémitiques, soit le tigrigna, le tigré (toutes deux rattachées au sémitique occidental méridional) et l'arabe ; le couchitique est lui représenté par l'afar, le saho, le bilen et le bedja. Les langues nilo-sahariennes ne sont représentées que par le kunama et le nara.

## Répartition
La principale langue du pays est le tigrigna, langue du gouvernement. Dans les zones urbaines, on parle également l'amharique, l'italien et l'anglais. Le bilinguisme ou multilinguisme est pratiqué par la plus grande partie des habitants.
Proportion de locuteurs par langue en 1996 :
- tigrigna : 1 600 000 personnes, soit 50 % de la population;
- tigré : 992 000, soit 31 %;
- afar et saho : 160 000 personnes soit 5 % chacune;
- bedja : 80 000 personnes, soit 2,5 %;
- bilen et kunama : 64 000 personnes chacune, soit 2 %;
- nara : 48 000 personnes, soit 1,5 %;
- arabe : 32 000 personnes, soit 1 %;
- dahlik : moins de 2 000 personnes.
- italien : plusieurs centaines de personnes (dont environ 800 Italo-Érythréens, en 2016).
- anglais : 150 000 à 200 000 personnes en seconde langue, sans compter les locuteurs dits « partiels ». Son importance ne cesse de croître car l'anglais devenu une langue d'enseignement, utilisé en politique ainsi que dans l'administration. C'est aussi la seconde langue de nombreux migrants pour l' Europe, ou le Moyen-Orient.